# Ceratina tanganyicensis
Ceratina tanganyicensis là một loài Hymenoptera trong họ Apidae. Loài này được Strand mô tả khoa học năm 1911.
Loài này phân bố ở Zimbabwe.